# Ornö distrikt
Ornö distrikt är ett distrikt i Haninge kommun och Stockholms län. 
Distriktet omfattar ön Ornö med kringöar.

## Tidigare administrativ tillhörighet
Distriktet inrättades 2016 och utgörs av socknen Ornö i Haninge kommun.
Området motsvarar den omfattning Ornö församling hade vid årsskiftet 1999/2000.